# Slobozia (Rumanía)
Slobozia es una ciudad con estatus de municipiu de Rumania. Es la capital y la ciudad más grande del distrito de Ialomiţa, Muntenia. Slobozia es un arcaísmo y en rumano significa libertad. La ciudad está donde antes había una ciudad romana que se llamaba Netindava. En el término municipal entran también los poblados de Bora y Slobozia Nouă.

## Geografía
El municipio está situado en el centro de la Llanura Rumana a 130 km de Bucarest y 150 km de Constanţa. Está cruzado por el río Ialomiţa y tiene una altura máxima de 35 metros.

## Demografía
La ciudad tiene 52.710 habitantes, de los cuales la gran mayoría son étnicos rumanos (97,56%), seguidos de los gitanos con 2,42%. Las demás etnias cuentan con menos de 25 personas.

## Economía
Estando situada en la llanura rumana, el granero de Rumania, Slobozia desarrolló mucho el sector agroindustrial y alimentario. Cuenta con muchas fábricas de productos alimentarios y molinos.

## Turismo
A solo cinco kilómetros de la ciudad se encuentra un famoso spa llamado Amara, que es muy famoso por su arcilla y por el lago salado. Es recomendado para muchas afecciones y también para relajarse. Cada 15 minutos hay un minibús que lleva turistas desde Slobozia a Amara.

## Ciudades hermanadas
- Veles, Macedonia del Norte
- Silistra, Bulgaria